# Campionato mondiale di flag football femminile 2014
Il campionato mondiale di flag football femminile 2014 (in lingua inglese 2014 IFAF Flag Football World Championship), noto anche come Italia 2014 in quanto disputato in tale Stato, è stata la sesta edizione del campionato mondiale di flag football per squadre nazionali maggiori femminili organizzato dalla IFAF.
Inizialmente lo svolgimento di questa edizione era previsto in Israele, ma in seguito all'acuirsi della guerra tra Israele e Palestina nell'estate 2014, il 28 luglio dello stesso anno ne è stato deciso lo spostamento in Italia.
Ha avuto inizio il 10 settembre 2014, e si è concluso il 12 settembre 2014 all'Hotel Fattoria "La Principina" di Grosseto.

## Stadi
Distribuzione degli stadi del campionato mondiale di flag football 2014
| Grosseto                       |
| ------------------------------ |
| Hotel Fattoria "La Principina" |
| 42°44′17″N 11°03′25″E          |
| Capacità:                      |
| Altitudine: 3 mslm             |
|                                |

## Squadre partecipanti e ranking
| Pr. | Squadra     | Data di qualificazione | Qualificata in quanto | Ultima partecipazione |
| --- | ----------- | ---------------------- | --------------------- | --------------------- |
| 1   | Messico     |                        |                       |                       |
| 2   | Stati Uniti |                        |                       |                       |
| 3   | Francia     |                        |                       |                       |
| 4   | Austria     |                        |                       |                       |
| 5   | Giappone    |                        |                       |                       |
| 6   | Israele     |                        |                       |                       |
| 7   | Germania    |                        |                       |                       |
| 8   | Svezia      |                        |                       |                       |
| 9   | Italia      |                        |                       |                       |
| 10  | Panama      |                        |                       |                       |
| 11  | Brasile     |                        |                       |                       |
| 12  | Canada      |                        |                       |                       |
| 13  | Finlandia   |                        |                       |                       |
| 14  | Spagna      |                        |                       |                       |

## Gironi
| Girone A  | Girone B    |
| --------- | ----------- |
| Austria   | Brasile     |
| Canada    | Francia     |
| Finlandia | Germania    |
| Italia    | Israele     |
| Giappone  | Panama      |
| Messico   | Spagna      |
| Svezia    | Stati Uniti |

## Risultati

### Fase a gironi

#### Gruppo A

##### Classifica
| Squadra   | G | V | N | S | PF  | PS  | DP   |
| --------- | - | - | - | - | --- | --- | ---- |
| Canada    | 6 | 6 | 0 | 0 | 235 | 66  | +169 |
| Messico   | 5 | 4 | 0 | 1 | 189 | 67  | +122 |
| Austria   | 6 | 4 | 0 | 2 | 194 | 96  | +98  |
| Italia    | 6 | 3 | 0 | 3 | 60  | 130 | -70  |
| Giappone  | 6 | 2 | 0 | 4 | 98  | 167 | -69  |
| Finlandia | 5 | 1 | 0 | 4 | 61  | 150 | -89  |
| Svezia    | 6 | 0 | 0 | 6 | 38  | 199 | -161 |

##### Incontri

###### Turno 1
| Grosseto 10 settembre 2014, ore 09:15 | Austria | 34 – 0 | Italia | Hotel Fattoria "La Principina" |

| Grosseto 10 settembre 2014, ore 09:15 | Giappone | 20 – 6 | Svezia | Hotel Fattoria "La Principina" |

| Grosseto 10 settembre 2014, ore 09:25 | Messico | 56 – 0 | Finlandia | Hotel Fattoria "La Principina" |

###### Turno 2
| Grosseto 10 settembre 2014, ore 11:45 | Austria | 48 – 13 | Finlandia | Hotel Fattoria "La Principina" |

| Grosseto 10 settembre 2014, ore 11:45 | Giappone | 7 – 54 | Canada | Hotel Fattoria "La Principina" |

| Grosseto 10 settembre 2014, ore 11:45 | Svezia | 0 – 19 | Italia | Hotel Fattoria "La Principina" |

###### Turno 3
| Grosseto 10 settembre 2014, ore 14:15 | Messico | 14 – 34 | Canada | Cittadella dello Studente |

| Grosseto 10 settembre 2014, ore 14:15 | Finlandia | 8 – 13 | Italia | Cittadella dello Studente |

| Grosseto 10 settembre 2014, ore 14:15 | Austria | 47 – 14 | Giappone | Cittadella dello Studente |

###### Turno 4
| Grosseto 10 settembre 2014, ore 16:45 | Messico | 49 – 0 | Italia | Cittadella dello Studente |

| Grosseto 10 settembre 2014, ore 16:45 | Canada | 47 – 6 | Svezia | Cittadella dello Studente |

| Grosseto 10 settembre 2014, ore 16:45 | Finlandia | 0 – 37 | Giappone | Cittadella dello Studente |

###### Turno 5
| Grosseto 11 settembre 2014, ore 09:45 | Messico | 53 – 6 | Svezia | Cittadella dello Studente |

| Grosseto 11 settembre 2014, ore 09:15 | Italia | 21 – 6 | Giappone | Cittadella dello Studente |

| Grosseto 11 settembre 2014, ore 09:15 | Canada | 28 – 19 | Austria | Cittadella dello Studente |

###### Turno 6
| Grosseto 11 settembre 2014, ore 11:10 | Messico | 39 – 14 | Giappone | Cittadella dello Studente |

| Grosseto 11 settembre 2014, ore 11:45 | Svezia | 7 – 33 | Austria | Cittadella dello Studente |

| Grosseto 11 settembre 2014, ore 11:45 | Canada | 39 – 13 | Finlandia | Cittadella dello Studente |

###### Turno 7
| Grosseto 11 settembre 2014, ore 15:30 | Messico | 34 – 13 | Austria | Hotel Fattoria "La Principina" |

| Grosseto 11 settembre 2014, ore 15:30 | Svezia | 13 – 27 | Finlandia | Hotel Fattoria "La Principina" |

| Grosseto 11 settembre 2014, ore 15:30 | Italia | 7 – 33 | Canada | Hotel Fattoria "La Principina" |

#### Gruppo B

##### Classifica
| Squadra     | G | V | N | S | PF  | PS  | DP   |
| ----------- | - | - | - | - | --- | --- | ---- |
| Stati Uniti | 6 | 6 | 0 | 0 | 181 | 66  | +115 |
| Francia     | 6 | 5 | 0 | 1 | 163 | 102 | +61  |
| Germania    | 5 | 3 | 0 | 2 | 133 | 125 | +8   |
| Panama      | 6 | 3 | 0 | 3 | 83  | 97  | -14  |
| Spagna      | 5 | 2 | 0 | 3 | 89  | 102 | -13  |
| Israele     | 6 | 1 | 0 | 5 | 106 | 161 | -55  |
| Brasile     | 6 | 0 | 0 | 6 | 46  | 148 | -102 |

##### Incontri
| Grosseto 10 settembre 2014, ore 09:15 | Francia | 19 – 13 | Spagna | Hotel Fattoria "La Principina" |

| Grosseto 10 settembre 2014, ore 09:15 | Israele | 34 – 20 | Brasile | Cittadella dello Studente |

| Grosseto 10 settembre 2014, ore 09:15 | Germania | 31 – 26 | Panama | Cittadella dello Studente |

| Grosseto 10 settembre 2014, ore 11:45 | Stati Uniti | 38 – 32 | Spagna | Cittadella dello Studente |

| Grosseto 10 settembre 2014, ore 11:45 | Francia | 19 – 6 | Panama | Cittadella dello Studente |

| Grosseto 10 settembre 2014, ore 11:45 | Israele | 21 – 31 | Germania | Cittadella dello Studente |

| Grosseto 10 settembre 2014, ore 15:30 | Stati Uniti | 32 – 2 | Brasile | Hotel Fattoria "La Principina" |

| Grosseto 10 settembre 2014, ore 15:30 | Spagna | 6 – 26 | Panama | Hotel Fattoria "La Principina" |

| Grosseto 10 settembre 2014, ore 15:30 | Francia | 38 – 25 | Israele | Hotel Fattoria "La Principina" |

| Grosseto 10 settembre 2014, ore 21:30 | Brasile | 12 – 26 | Germania | Hotel Fattoria "La Principina" |

| Grosseto 11 settembre 2014, ore 09:15 | Panama | 14 – 7 | Israele | Hotel Fattoria "La Principina" |

| Grosseto 11 settembre 2014, ore 09:15 | Germania | 32 – 48 | Francia | Hotel Fattoria "La Principina" |

| Grosseto 11 settembre 2014, ore 09:15 | Brasile | 12 – 13 | Spagna | Hotel Fattoria "La Principina" |

| Grosseto 11 settembre 2014, ore 10:30 | Stati Uniti | 33 – 12 | Israele | Hotel Fattoria "La Principina" |

| Grosseto 11 settembre 2014, ore 14:15 | Stati Uniti | 26 – 7 | Francia | Cittadella dello Studente |

| Grosseto 11 settembre 2014, ore 14:15 | Germania | 35 – 0 | Spagna | Cittadella dello Studente |

| Grosseto 11 settembre 2014, ore 14:15 | Panama | 11 – 0 | Brasile | Cittadella dello Studente |

| Grosseto 11 settembre 2014, ore 16:45 | Spagna | 25 – 7 | Israele | Cittadella dello Studente |

| Grosseto 11 settembre 2014, ore 16:45 | Brasile | 0 – 32 | Francia | Cittadella dello Studente |

| Grosseto 11 settembre 2014, ore 16:45 | Stati Uniti | 18 – 13 | Germania | Cittadella dello Studente |

| Grosseto 11 settembre 2014, ore 20:00 | Stati Uniti | 34 – 0 | Panama | Cittadella dello Studente |

### Poule 9º-14º posto

#### Classifica
| Squadra   | G | V | N | S | PF  | PS  | DP  |
| --------- | - | - | - | - | --- | --- | --- |
| Israele   | 5 | 4 | 0 | 1 | 100 | 77  | +23 |
| Brasile   | 5 | 3 | 0 | 2 | 96  | 67  | +29 |
| Giappone  | 5 | 3 | 0 | 2 | 107 | 69  | +38 |
| Spagna    | 5 | 2 | 1 | 2 | 90  | 89  | +1  |
| Finlandia | 5 | 2 | 0 | 3 | 57  | 95  | -38 |
| Svezia    | 5 | 0 | 1 | 4 | 61  | 114 | -53 |

#### Incontri
| Grosseto 12 settembre 2014 | Giappone | 37 – 0 | Finlandia |  |

| Grosseto 12 settembre 2014 | Giappone | 20 – 6 | Svezia |  |

| Grosseto 12 settembre 2014 | Finlandia | 27 – 13 | Svezia |  |

| Grosseto 12 settembre 2014 | Spagna | 25 – 7 | Israele |  |

| Grosseto 12 settembre 2014 | Spagna | 13 – 12 | Brasile |  |

| Grosseto 12 settembre 2014 | Israele | 34 – 20 | Brasile |  |

| Grosseto 12 settembre 2014, ore 09:15 | Giappone | 18 – 25 | Brasile | Cittadella dello Studente |

| Grosseto 12 settembre 2014, ore 09:15 | Israele | 19 – 12 | Finlandia | Cittadella dello Studente |

| Grosseto 12 settembre 2014, ore 09:15 | Svezia | 27 – 27 | Spagna | Cittadella dello Studente |

| Grosseto 12 settembre 2014, ore 11:45 | Finlandia | 0 – 20 | Brasile | Cittadella dello Studente |

| Grosseto 12 settembre 2014, ore 11:45 | Spagna | 19 – 25 | Giappone | Cittadella dello Studente |

| Grosseto 12 settembre 2014, ore 11:45 | Svezia | 13 – 21 | Israele | Cittadella dello Studente |

| Grosseto 12 settembre 2014, ore 13:00 | Giappone | 7 – 19 | Israele | Cittadella dello Studente |

| Grosseto 12 settembre 2014, ore 13:00 | Brasile | 19 – 2 | Svezia | Cittadella dello Studente |

| Grosseto 12 settembre 2014, ore 13:00 | Finlandia | 18 – 6 | Spagna | Cittadella dello Studente |

### Playoff

#### Quarti di finale, semifinali e finali
|  | Quarti di finale | Quarti di finale |             |         | Semifinali                | Semifinali                |  |  | Finale | Finale |
|  |                  |                  |             |         |                           |                           |  |  |        |        |
|  |                  |                  |             |         |                           |                           |  |  |        |        |
|  |                  |                  |             |         |                           |                           |  |  |        |        |
|  | Canada           | 48               |             |         |                           |                           |  |  |        |        |
|  | Canada           | 48               |             |         |                           |                           |  |  |        |        |
|  | Panama           | 7                |             |         |                           |                           |  |  |        |        |
|  | Panama           | 7                | Canada      | 32      |                           |                           |  |  |        |        |
|  |                  |                  | Canada      | 32      |                           |                           |  |  |        |        |
|  |                  | Messico          | 19          |         |                           |                           |  |  |        |        |
|  | Messico          | Messico          | 19          | 45      |                           |                           |  |  |        |        |
|  | Messico          |                  |             | 45      |                           |                           |  |  |        |        |
|  | Germania         | 13               |             |         |                           |                           |  |  |        |        |
|  | Germania         | 13               | Canada      | 32      |                           |                           |  |  |        |        |
|  |                  |                  | Canada      | 32      |                           |                           |  |  |        |        |
|  |                  | Stati Uniti      | 21          |         |                           |                           |  |  |        |        |
|  | Stati Uniti      | Stati Uniti      | 21          | 44      |                           |                           |  |  |        |        |
|  | Stati Uniti      |                  |             | 44      |                           |                           |  |  |        |        |
|  | Italia           | 6                |             |         |                           |                           |  |  |        |        |
|  | Italia           | 6                | Stati Uniti | 24      | Finale per il terzo posto | Finale per il terzo posto |  |  |        |        |
|  |                  |                  | Stati Uniti | 24      | Finale per il terzo posto | Finale per il terzo posto |  |  |        |        |
|  |                  | Austria          | 20          |         |                           |                           |  |  |        |        |
|  | Francia          | Austria          | 20          | 25      | Messico                   | 20                        |  |  |        |        |
|  | Francia          |                  |             | 25      | Messico                   | 20                        |  |  |        |        |
|  | Austria          | 28               |             | Austria | 34                        |                           |  |  |        |        |
|  | Austria          | 28               |             |         | 34                        |                           |  |  |        |        |
|  |                  |                  |             |         |                           |                           |  |  |        |        |
|  |                  |                  |             |         |                           |                           |  |  |        |        |

|  | Poule 5º-8º posto | Poule 5º-8º posto | Poule 5º-8º posto |         |          | Finale 5º-6º posto | Finale 5º-6º posto | Finale 5º-6º posto |  |
|  |                   |                   |                   |         |          |                    |                    |                    |  |
|  | Italia            | Italia            | 7                 |         |          |                    |                    |                    |  |
|  | Italia            | Italia            | 7                 |         |          |                    |                    |                    |  |
|  | Germania          | Germania          | 40                |         |          |                    |                    |                    |  |
|  | Germania          | Germania          | 40                |         | Germania | Germania           | 12                 |                    |  |
|  |                   |                   |                   |         | Germania | Germania           | 12                 |                    |  |
|  |                   |                   | Francia           | Francia | 21       |                    |                    |                    |  |
|  | Panama            | Panama            | Francia           | Francia | 21       | 8                  |                    |                    |  |
|  | Panama            | Panama            |                   |         |          | 8                  |                    |                    |  |
|  | Francia           | Francia           | 28                |         |          | Finale 7º-8º posto | Finale 7º-8º posto | Finale 7º-8º posto |  |
|  | Francia           | Francia           | 28                |         |          |                    |                    |                    |  |
|  |                   |                   |                   |         |          |                    |                    |                    |  |
|  |                   |                   |                   |         |          | Italia             | Italia             | 14                 |  |
|  |                   |                   |                   |         |          | Italia             | Italia             | 14                 |  |
|  |                   |                   |                   |         |          | Panama             | Panama             | 39                 |  |

#### Quarti di finale
| Grosseto 12 settembre 2014, ore 09:15 | Canada | 48 – 7 | Panama | Hotel Fattoria "La Principina" |

| Grosseto 12 settembre 2014, ore 09:15 | Messico | 45 – 13 | Germania | Hotel Fattoria "La Principina" |

| Grosseto 12 settembre 2014, ore 09:15 | Stati Uniti | 44 – 6 | Italia | Hotel Fattoria "La Principina" |

| Grosseto 12 settembre 2014, ore 09:15 | Francia | 25 – 28 | Austria | Hotel Fattoria "La Principina" |

#### Poule 5º-8º posto
| Grosseto 12 settembre 2014, ore 11:45 | Italia | 7 – 40 | Germania | Hotel Fattoria "La Principina" |

| Grosseto 12 settembre 2014, ore 11:45 | Panama | 8 – 28 | Francia | Hotel Fattoria "La Principina" |

##### Semifinali
| Grosseto 12 settembre 2014, ore 11:45 | Canada | 32 – 19 | Messico | Hotel Fattoria "La Principina" |

| Grosseto 12 settembre 2014, ore 11:45 | Stati Uniti | 24 – 20 | Austria | Hotel Fattoria "La Principina" |

##### Finale per il 7º posto
| Grosseto 12 settembre 2014, ore 13:00 | Italia | 14 – 39 | Panama | Hotel Fattoria "La Principina" |

##### Finale per il 5º posto
| Grosseto 12 settembre 2014, ore 13:00 | Francia | 21 – 12 | Germania | Hotel Fattoria "La Principina" |

##### Finale per il 3º posto
| Grosseto 12 settembre 2014, ore 15:30 | Austria | 34 – 20 | Messico | Hotel Fattoria "La Principina" |

##### Finale
| Grosseto 12 settembre 2014, ore 16:45 | Canada | 32 – 21 | Stati Uniti | Hotel Fattoria "La Principina" |

## Campione
| Campione del Mondo 2014 Canada (2º titolo) |

## Classifica finale
| Squadra     | G  | V | N | S  | PF  | PS  | DP   |
| ----------- | -- | - | - | -- | --- | --- | ---- |
| Canada      | 9  | 9 | 0 | 0  | 347 | 113 | +234 |
| Stati Uniti | 9  | 8 | 0 | 1  | 270 | 124 | +146 |
| Austria     | 9  | 6 | 0 | 3  | 276 | 165 | +111 |
| Messico     | 8  | 5 | 0 | 3  | 273 | 146 | +127 |
| Francia     | 9  | 7 | 0 | 2  | 237 | 150 | +87  |
| Germania    | 8  | 4 | 0 | 4  | 198 | 198 | 0    |
| Panama      | 9  | 4 | 0 | 5  | 137 | 187 | -50  |
| Italia      | 9  | 3 | 0 | 6  | 87  | 253 | -166 |
| Israele     | 11 | 5 | 0 | 6  | 206 | 238 | -32  |
| Brasile     | 11 | 3 | 0 | 8  | 142 | 215 | -73  |
| Giappone    | 11 | 5 | 0 | 6  | 205 | 236 | -31  |
| Spagna      | 10 | 4 | 1 | 5  | 179 | 191 | -12  |
| Finlandia   | 10 | 3 | 0 | 7  | 118 | 245 | -127 |
| Svezia      | 11 | 0 | 1 | 10 | 99  | 313 | -214 |